# 琴与炉敬拜
琴与炉敬拜，以音乐祷告为特色，同时伴随着方言祷告，是灵恩派教会的一种敬拜和祷告方式。“琴与炉”的名字是取自启示录五章8节：“他既拿了书卷，四活物和二十四位长老就俯伏在羔羊面前，各拿着琴和盛满了香的金炉；这香就是众圣徒的祈祷。”
国际祷告殿自 1999 年以来一直提供琴与炉敬拜，每天 24 小时不间断地运行。